# Rue Canusa

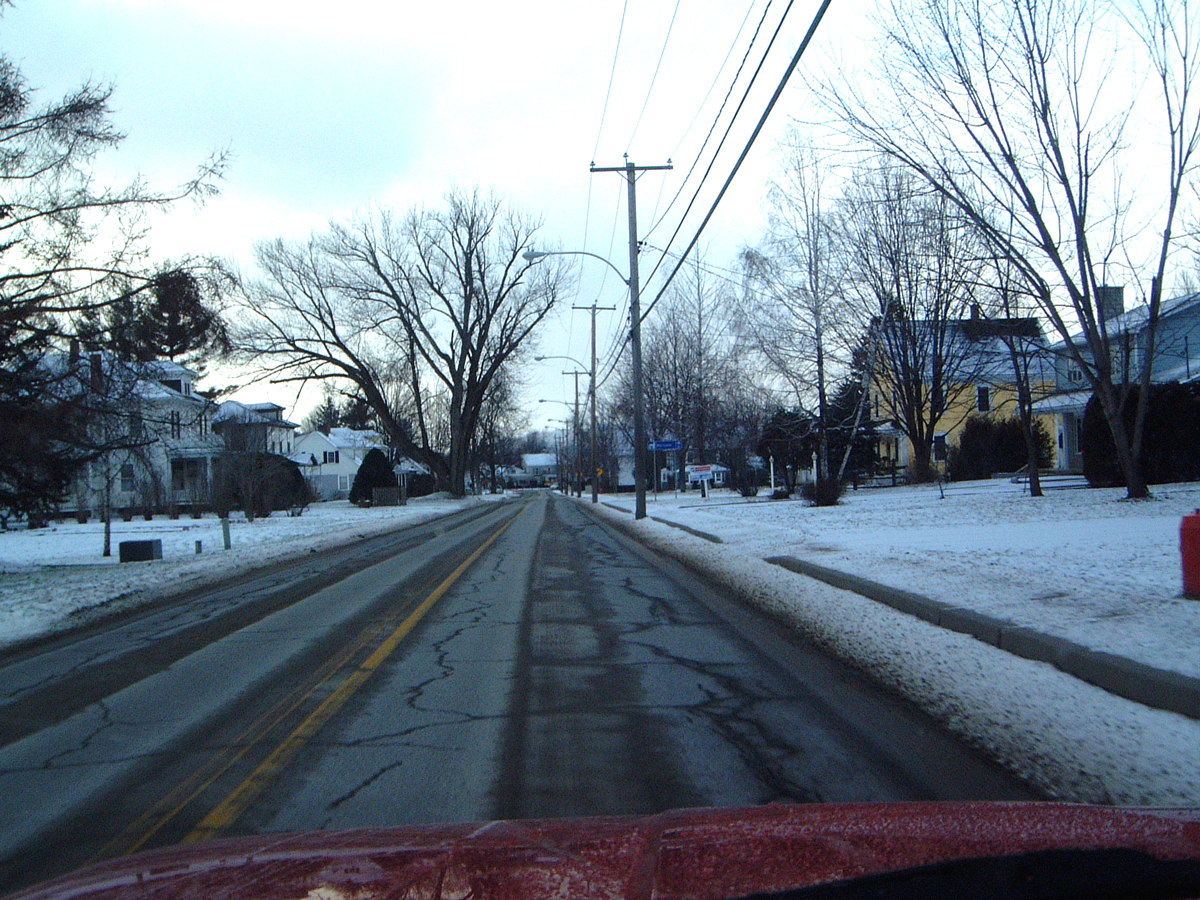
La rue Canusa passe au milieu de Beebe Plain, le long de la frontière nord du Vermont, et divise la communauté en ses parties américaine et québécoise. Sur la photographie, les maisons à gauche sont aux États-Unis et les maisons à droite sont au Canada.

La rue Canusa, ou, en anglais, Canusa Street est la seule partie de la frontière canado-américaine qui coupe une rue en deux dans le sens de la longueur. 

## Situation et accès
La rue longue de 570 m sépare la communauté de Beebe Plain, au Vermont, du secteur de Beebe Plain de la ville de Stanstead, au Québec. Cette rue fait partie de la Route 247.

## Origine du nom
Son nom dérive de la fusion de « Can » (abréviation de Canada) et de « USA » (sigle des États-Unis).

## Historique
La légende locale veut que, en 1771, un groupe d'arpenteurs ivres à qui on avait confié la tâche de déterminer le tracé de la frontière dans la région (officiellement à 45 °N), ont placé celle-ci au centre du village, le long de ce qui est maintenant la rue Canusa,.
L'extrémité ouest de la rue accueille les douanes canadiennes et américaines. Face à elles se trouve un immeuble de granit, lui aussi coupé en deux par la frontière. Cet immeuble, conçu initialement comme un magasin dans les années 1820, a été tout un temps le seul bureau de poste international. Il avait un maître de poste, mais deux portes et deux comptoirs, un pour les clients de chaque pays.

## Résidents
À cause de sa situation géographique unique, le conducteur qui va vers l'est sur Canusa est aux États-Unis (État du Vermont), et, quand il se dirige vers l'ouest, il est au Canada. Les familles américaines et canadiennes habitant la rue entretiennent parfois d'étroits liens d'amitié et même de parenté. Avant les attentats du 11 septembre, le passage à pied se faisait simplement entre les deux côtés de la rue, mais, depuis, il est nécessaire de signaler au poste frontalier tout passage, sous peine d'une amende. Cette situation complique la vie des riverains.